# Диплом по испанскому языку как иностранному (DELE)
Диплом по испанскому как иностранному (исп. Diploma de Español como Lengua Extranjera, DELE) — официальный документ, заверяющий степень компетенции и владения испанским языком, который выдается Институтом Сервантеса от имени Министерства образования Испании. Начали выдавать в 1988 году. В разработке материалов к этому экзамену принимает участие Саламанкский университет.
Срок действия дипломов не определён. Этот диплом признают частные компании, торговые палаты, языковые школы, а также частные и государственные образовательные системы. Дипломы испанского как иностранного дополняют обязательные образовательные программы по иностранным языкам во многих учебных заведениях.

## Кандидаты
Диплом выдается гражданам страны, в которой испанский не является официальным языком. Граждане испаноговорящих стран могут сдавать экзамен DELE, если в его анкете значатся хотя бы два из перечисленных пунктов:
- Испанский не является родным языком одного из родителей.
- Испанский не является первым выученным языком.
- Испанский язык не используется в повседневной жизни.
- Часть начального и среднего образования получена не на испанском языке.

## Экзамен
Экзамены проводят пять раз в год (в апреле, мае, июле, октябре и ноябре) в более чем 700 экзаменационных центрах и в более чем 100 странах на пяти континентах.

## Уровни экзаменов
- DELE A1 (Acceso)
- DELE A1 Escolar (Школьный)
- DELE A2 (Plataforma)
- DELE A2/B1 Escolar (Школьный)
- DELE B1 (Umbral)
- DELE B2 (Avanzado)
- DELE C1 (Dominio Operativo Eficaz)
- DELE C2 (Maestría)

Они соответствуют уровням Общеевропейских компетенций владения иностранным языком.
- Уровень A1: ученик может удовлетворить потребности, возникающие в конкретных и предсказуемых ситуациях каждодневного общения.
- Уровень A2: ученик может адекватным образом использовать язык для достижения договоренностей в ситуации социального общения и обеспечивать коммуникацию в повседневных ситуациях.
- Уровень B1: ученик способен объясняться правильно и проявлять языковую гибкость, говоря на темы из повседневной жизни, но предполагающие определенную степень сложности.
- Уровень B2: ученик способен общаться бегло и достаточно точно выражать свои мысли, приспосабливаясь к степени официальности общения, умея формулировать аргументацию и передавать смысловые оттенки в соответствии с ситуацией.
- Уровень C1: ученик может бегло и спонтанно общаться, выбирая языковые ресурсы в зависимости от контекста и намерения участников общения.
- Уровень C2: ученик способен изъясняться в любых ситуациях, включая сложные и абстрактные темы специализированного характера.